# Valentina Golubenko
Valentina Golubenko (Volgograd, 29. srpnja 1990.), hrvatska šahistica, ženska velemajstorica. 

## Životopis

### Športska karijera
Po statistikama FIDE sa službenih internetskih stranica od 12. travnja 2012., s 2297 bodova najbolja je aktivna igračica na ljestvici šahistica u Hrvatskoj, 107. u Europi a 206. na svijetu. 
Naslov majstorice FIDE stekla je 2005. godine.
Naslov međunarodne majstorice 2006. godine.
Godine 2007. stekla je naslov ženske velemajstorice.
U Vijetnamu 2008. godine osvojila je naslov svjetske šahovske prvakinje do 18 godina.

## Vanjske poveznice

### Sestrinski projekti
|  | Zajednički poslužitelj ima još gradiva o temi Valentina Golubenko |

### Mrežna sjedišta
- Hrvatski šahovski savez  Arhivirana inačica izvorne stranice od 11. travnja 2012. (Wayback Machine) Nacionalna šahovska ljestvica od 1. ožujka 2012.